# Sofia Wilhelmina av Sverige
Sofia Wilhelmina av Sverige (Sofia Wilhelmina Katarina Maria Lovisa Charlotta Anna) född 21 maj 1801 på Kungliga slottet i Stockholm, död 6 juli 1865 i Karlsruhe, var en svensk prinsessa fram till 1809, och som gift storhertiginna av Baden. Hon var dotter till kung Gustav IV Adolf av Sverige och drottning Fredrika. Hon var farmor till drottning Victoria, som genom sitt äktenskap med Sveriges kung Gustaf V sammanflätade den förra svenska kungaätten Oldenburg (Holstein-Gottorpska-grenen) med det nuvarande kungahuset Bernadotte.            

## Biografi

### Uppväxt
Sofia, som föddes på Stockholms slott, var bara åtta år då hon lämnade Sverige. Hennes far avsattes år 1809, och familjen satt i husarrest innan de slutligen lämnade Sverige.
Hedvig Elisabet Charlotta beskriver henne som mycket högmodig, envis och med dålig självbehärskning. Hon skildrar en anekdot för att beskriva Sofias medvetenhet om sin sociala ställning; då Fredrika och barnen skulle flyttas från sin husarrest på Haga slott till fadern på Gripsholms slott, kom riksmarskalk Axel von Fersen dit för att diskutera förberedelser. Då von Fersen skulle gå, rusade Sofias bror Gustaf fram till dörren för att öppna den för von Fersen. Modern skall då ha sagt "Det där skulle aldrig i världen Sofia ha gjort, därtill tror hon sig vara alltför förnäm".
Då familjen lämnade landet bosatte de sig i moderns hemland Baden, där Sofia och hennes syskon stannade hos modern efter föräldrarnas skilsmässa 1810. År 1815 förlovades hon med sin morfars halvbror Leopold av Baden. Leopold var son till Sofias morfars far i dennes andra äktenskap, som var morganatiskt, och bröllopet arrangerades för att stärka hans tronanspråk.

### Storhertiginna
Leopold blev godkänd som tronarvinge år 1818 och bröllopet ägde rum 25 juli 1819. Under 1820–talet levde paret ett stilla och tillbakadraget liv på makens militärkommendering, eftersom den regerande monarken inte ville ha tronföljarparet vid hovet. Leopold besteg tronen år 1830, vilket gjorde Sofia till storhertiginna.
Sofia beskrivs som klok och pliktmedveten, men sträng. Hon hade excentriska vanor och gick till sängs sent och steg upp sent. Hon upprätthöll en vidlyftig korrespondens med olika släktingar runt om i Europa, till vilka hon skrev under flera timmar under morgnarna "i negligé". Hon ska ha bibehållit en viss bitterhet över faderns avsättning och reagerade häftigt då hennes bror fråntogs titeln prins av Sverige på begäran av Bernadotte. Hon var intresserad av vetenskap, konst och politik och höll sig ständigt uppdaterad om aktuella politiska händelser via sin korrespondens. Hennes förbindelse med hovet i Wien var särskilt aktiv och därför skickades också hennes söner dit på sin bildningsresa. 
Under revolten 1848 gjorde allmänheten i förening med soldaterna revolt i Karlsruhe och familjen flydde tillfälligt till Strasbourg. De återvände efter att revolten slagits ned med preussiska trupper året därpå. Sofia fick senare sin son, tronföljaren Fredrik, att avstå från att gifta sig med sin kärlekspartner Stephanie von Gensau av rangskäl och i stället ingå ett politiskt äktenskap med prinsessan Louise av Preussen.

### Änka
Sofia blev änka 1852. Samma år försökte man åstadkomma en försoning mellan Sveriges nya kungafamilj Bernadotte och den avsatta före detta svenska kungadynastin i Baden. Kung Oscar I och drottning Josefina hade detta år försökt få träffa Sofia, men misslyckats. 
År 1863 gick hon dock med på att träffa det dåvarande svenska tronföljarparet, den framtida Oscar II och Sofia av Nassau. Mötet blev lyckat och hon hade talat med Oscar om hur det såg ut i det Stockholm hon mindes från sin barndom. Vid avskedet hade hon gett Oscar en guldmedaljong med det svenska riksvapnet ingraverat på ena sidan och ett "G" med kronprinskronan på den andra, som gåva till Oscars son, eftersom han hade samma namn, Gustav, som hennes bror.          

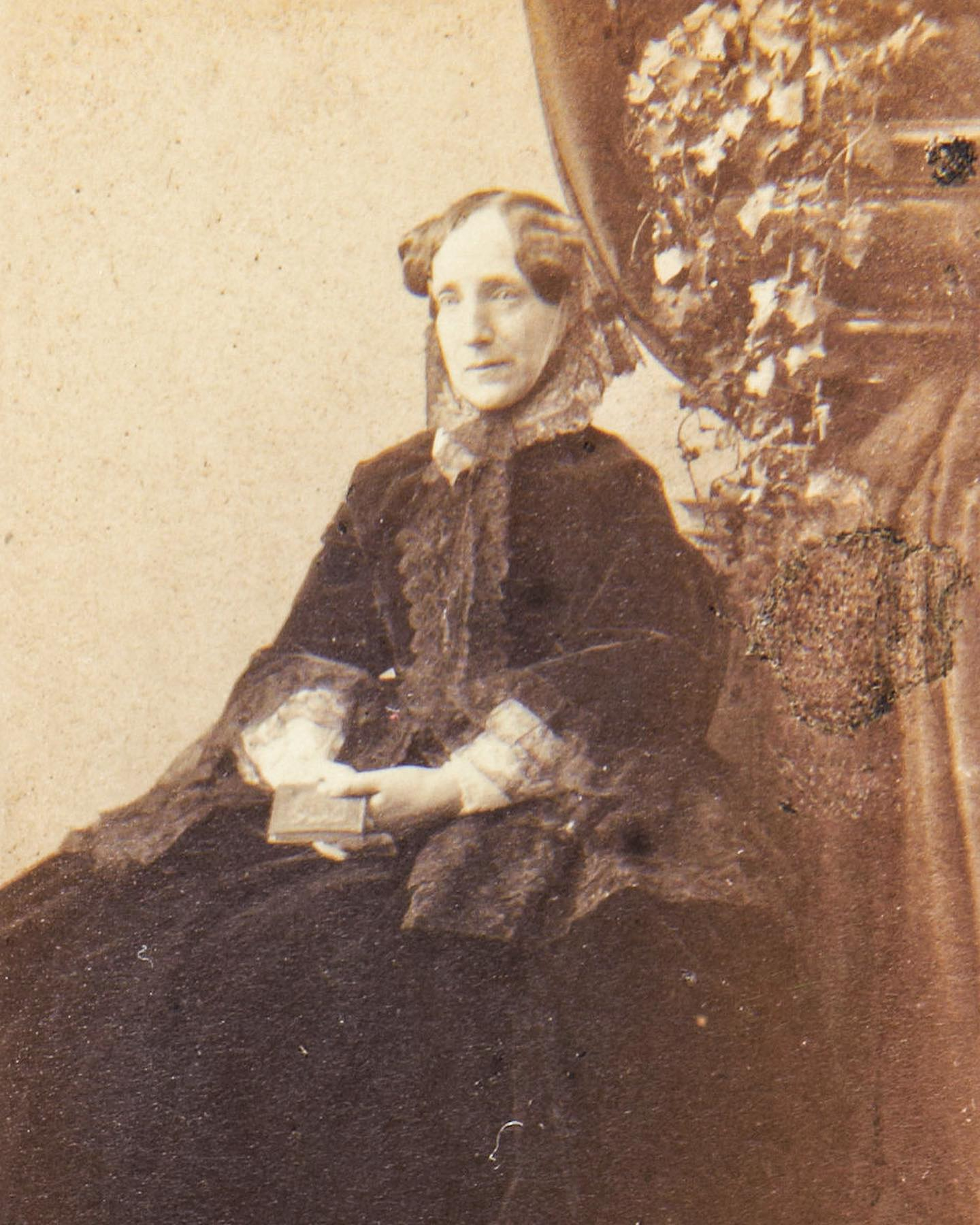
Sofia som änka år 1864.

Sofia begravdes i den protestantiska stadskyrkan i Karlsruhe. Efter vandalism under andra världskriget överfördes hennes kista till det storhertigliga mausoleet i staden.

## Intervju 1862
Under sommaren 1862 intervjuades Sofia av en svensk kvinnlig författare, Fredrika Bremer, i Karlsruhe, en intervju som publicerades av Wilhelmina Stålberg år 1864.
| ” | Hennes anletsdrag hade påfallande likhet med Gustaf IV Adolfs, men i stället för den köld och stelhet, som stämplade hans ansigtsuttryck, utvisade hennes deremot djup känslighet, med ett grunddrag af mild melankoli. Hon bar, fästad öfver hufvudet, en skir hvit florsslöja, som slöt sig tätt intill kinderna och derifrån öfver halsen, hvars magerhet den skymde utan att dölja, och klädde henne mycket väl. Mild värdighet och behag tycktes vara henne medfödda. Snart vände hon samtalet på Sverige och sina minnen der. Hon sade sig framför allt ihågkomma Haga och Stockholms slott, detta sednare så väl, att, om hon i hast skulle förflyttas dit, trodde hon sig kunna hitta hvart som helst inom slottet. Jag frågade, om hon icke ännu skulle aflägga ett besök i sitt barndomshem. Rykten hade gått i Sverige att hon önskat göra det, och äfven tillskrifvit kung Oscar, som försäkrat henne om ett hjertligt emottagande. Detta rykte förklarade storhertiginnan vara "fullkomligt ogrundadt". Hon hade aldrig på allvar tänkt på att besöka Sverige, ehuru hon ofta känt en hemlig dragning dit. "I synnerhet om vårarne kände hon alltid en besynnerligt vemodig längtan till detta sitt barndomshem. Men att resa dit var nu för sent för henne." Detta yttrade hon med en tårfull blick i de stora blå ögonen. Ett verkligt gladt leende tycktes för öfrigt vara främmande för detta icke egentligen vackra, men högst intressanta ansigte. I afseende på Sveriges nyare skönlitteratur yttrade hon att hon läst mycket, men allt i öfversättningar, "ty", sade hon, "jag minnes ej mera svenska språket nog för att sjelf tala eller läsa det. Jag förstår dock när man talar det, och min bön är på svenska! | „ |

## Barn

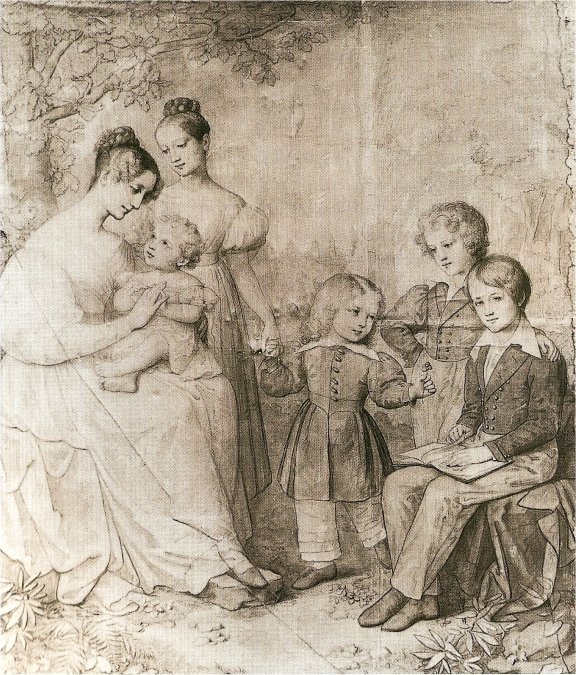
Sofia med sina barn, målade 1834 av Marie Ellenrieder.

1. Alexandrine av Baden (1820–1904; gift med hertig Ernst II av Sachsen-Coburg-Gotha.)
2. Ludvig (född och död 1822)
3. Ludvig II av Baden (1824–1858)
4. Fredrik I av Baden (1826–1907; storhertig 1856; far till Victoria, gift med Sveriges kung Gustaf V.)
5. Wilhelm (1829–1897; far till Max av Baden.)
6. Karl (1832–1906)
7. Marie (1834–1899)
8. Cecilia (1839–1891; känd som Olga Fedorovna av Ryssland, gift med storhertig Mikael Nikolajevitj av Ryssland.)

## Antavla
|                                                      |  |  |  |  |  |  |  |                                 |  |  |  |  |  |  |  |                                          |  |  |  |  |  |  |  | Kung Adolf Fredrik av Sverige                           |
|                                                      |  |  |  |  |  |  |  |                                 |  |  |  |  |  |  |  |                                          |  |  |  |  |  |  |  |                                                         |
|                                                      |  |  |  |  |  |  |  |                                 |  |  |  |  |  |  |  | Kung Gustaf III av Sverige               |  |  |  |  |  |  |  |                                                         |
|                                                      |  |  |  |  |  |  |  |                                 |  |  |  |  |  |  |  |                                          |  |  |  |  |  |  |  |                                                         |
|                                                      |  |  |  |  |  |  |  |                                 |  |  |  |  |  |  |  |                                          |  |  |  |  |  |  |  | Prinsessan Luise Ulrike av Preussen                     |
|                                                      |  |  |  |  |  |  |  |                                 |  |  |  |  |  |  |  |                                          |  |  |  |  |  |  |  |                                                         |
|                                                      |  |  |  |  |  |  |  | Kung Gustaf IV Adolf av Sverige |  |  |  |  |  |  |  |                                          |  |  |  |  |  |  |  |                                                         |
|                                                      |  |  |  |  |  |  |  |                                 |  |  |  |  |  |  |  |                                          |  |  |  |  |  |  |  |                                                         |
|                                                      |  |  |  |  |  |  |  |                                 |  |  |  |  |  |  |  |                                          |  |  |  |  |  |  |  | Kung Frederik V av Danmark                              |
|                                                      |  |  |  |  |  |  |  |                                 |  |  |  |  |  |  |  |                                          |  |  |  |  |  |  |  |                                                         |
|                                                      |  |  |  |  |  |  |  |                                 |  |  |  |  |  |  |  | Prinsessan Sofie Magdalene av Danmark    |  |  |  |  |  |  |  |                                                         |
|                                                      |  |  |  |  |  |  |  |                                 |  |  |  |  |  |  |  |                                          |  |  |  |  |  |  |  |                                                         |
|                                                      |  |  |  |  |  |  |  |                                 |  |  |  |  |  |  |  |                                          |  |  |  |  |  |  |  | Prinsessan Louise av Storbritannien-Irland och Hannover |
|                                                      |  |  |  |  |  |  |  |                                 |  |  |  |  |  |  |  |                                          |  |  |  |  |  |  |  |                                                         |
| Storhertiginnan Sofia av Baden, prinsessa av Sverige |  |  |  |  |  |  |  |                                 |  |  |  |  |  |  |  |                                          |  |  |  |  |  |  |  |                                                         |
|                                                      |  |  |  |  |  |  |  |                                 |  |  |  |  |  |  |  |                                          |  |  |  |  |  |  |  | Storhertig Karl Friedrich av Baden                      |
|                                                      |  |  |  |  |  |  |  |                                 |  |  |  |  |  |  |  |                                          |  |  |  |  |  |  |  |                                                         |
|                                                      |  |  |  |  |  |  |  |                                 |  |  |  |  |  |  |  | Arvprins Karl Ludwig av Baden            |  |  |  |  |  |  |  |                                                         |
|                                                      |  |  |  |  |  |  |  |                                 |  |  |  |  |  |  |  |                                          |  |  |  |  |  |  |  |                                                         |
|                                                      |  |  |  |  |  |  |  |                                 |  |  |  |  |  |  |  |                                          |  |  |  |  |  |  |  | Lantgrevinnan Luise Caroline av Hessen-Darmstadt        |
|                                                      |  |  |  |  |  |  |  |                                 |  |  |  |  |  |  |  |                                          |  |  |  |  |  |  |  |                                                         |
|                                                      |  |  |  |  |  |  |  | Prinsessan Fredrika av Baden    |  |  |  |  |  |  |  |                                          |  |  |  |  |  |  |  |                                                         |
|                                                      |  |  |  |  |  |  |  |                                 |  |  |  |  |  |  |  |                                          |  |  |  |  |  |  |  |                                                         |
|                                                      |  |  |  |  |  |  |  |                                 |  |  |  |  |  |  |  |                                          |  |  |  |  |  |  |  | Lantgreve Ludwig IX av Hessen-Darmstadt                 |
|                                                      |  |  |  |  |  |  |  |                                 |  |  |  |  |  |  |  |                                          |  |  |  |  |  |  |  |                                                         |
|                                                      |  |  |  |  |  |  |  |                                 |  |  |  |  |  |  |  | Lantgrevinnan Amalia av Hessen-Darmstadt |  |  |  |  |  |  |  |                                                         |
|                                                      |  |  |  |  |  |  |  |                                 |  |  |  |  |  |  |  |                                          |  |  |  |  |  |  |  |                                                         |
|                                                      |  |  |  |  |  |  |  |                                 |  |  |  |  |  |  |  |                                          |  |  |  |  |  |  |  | Pfalzgrevinnan Caroline Luise av Birkenfeld-Zweibrücken |
|                                                      |  |  |  |  |  |  |  |                                 |  |  |  |  |  |  |  |                                          |  |  |  |  |  |  |  |                                                         |